# Уранопіліт

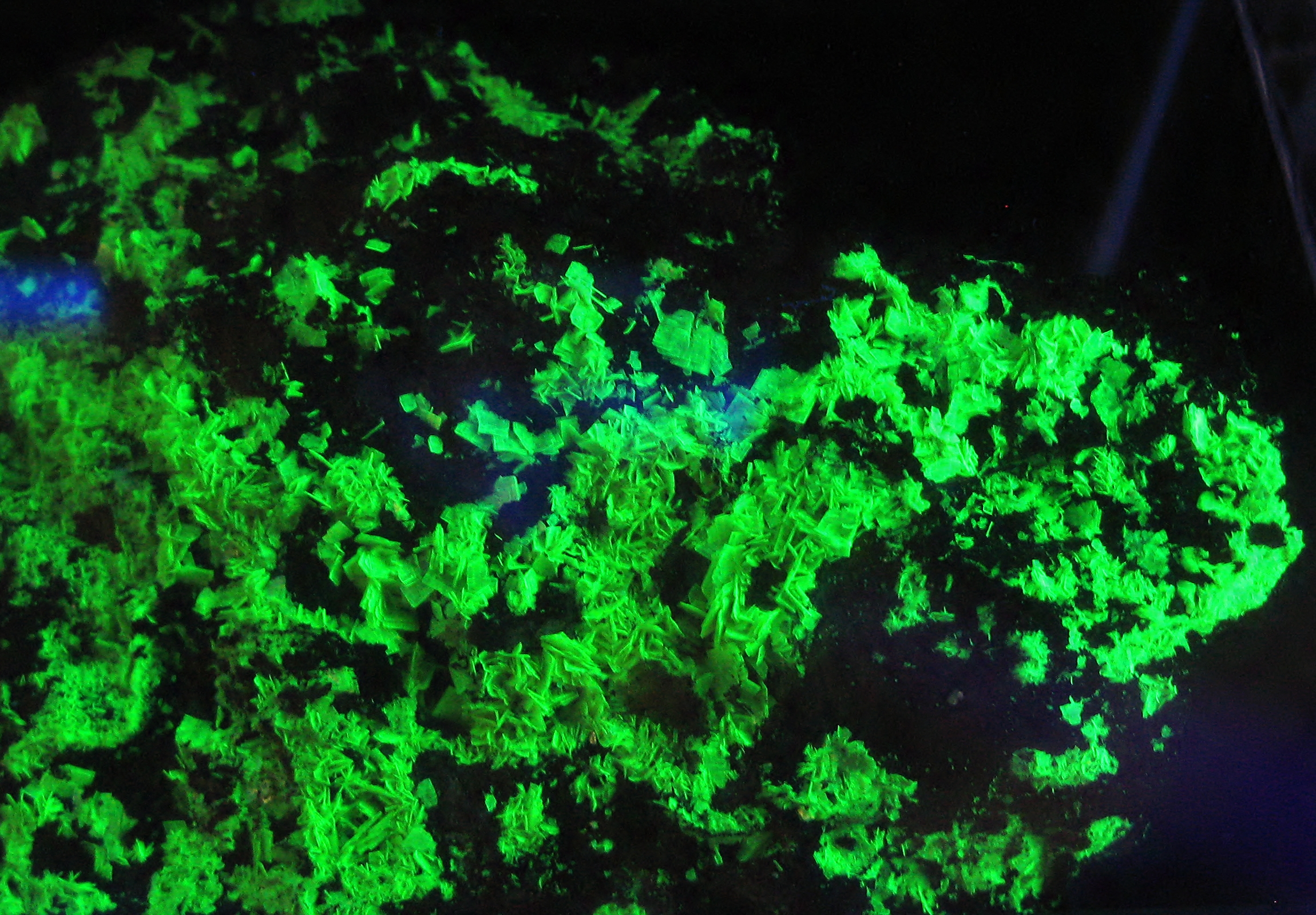
Уранопіліт

Уранопіліт (рос. уранопилит; англ. uranopilite; нім. Uranopilit m) — мінерал, основний водний сульфат урану. Від назви хім. елементу урану і грецьк. «пілос» — повсть, J.A.Weisbach, 1882.

## Опис
Хімічна формула: [(UO2)6|(OH)10|SO4]•12H2O.
Містить (%): UO3 — 81,63; SO3 — 3,81; H2O — 14,56.
Сингонія моноклінна. Форми виділення: оксамитові нальоти, кулясті або ниркоподібні маси, які складаються з мікроскопічних голок або пластинок, видовжених і сплюснутих, радіально-волокнисті та снопоподібні аґреґати. Спайність по (010) досконала. Густина 3,7-4,0. Тв. 2,0-3,0. Колір світло-жовтий, лимонно-жовтий, золотисто-жовтий. Люмінесціює жовто-зеленим. Вторинний мінерал уранових родовищ. Рідкісний. Супутні мінерали: уранініт та ін. мінер. урану, ґіпс, сульфіди, ярозит.

## Розповсюдження
Знахідки: Вьользендорф (Баварія, ФРН), Яхімов і Пршибрам (Чехія), Шинколобве (пров. Шаба, Конго).

## Різновиди
Розрізняють:
- α-уранопіліт (метауранопіліт — зневоднений уранопіліт, кількість води 5H2O),
- β-уранопіліт (метауранопіліт), R.Novacek, 1935.